# Elezioni comunali in Basilicata del 2019
Le elezioni comunali in Basilicata del 2019 si sono tenute il 26 maggio (con ballottaggio il 9 giugno).

## Potenza

### Potenza
| Candidati                     | Candidati                 | II turno             | II turno         | I turno | I turno | Liste                   | Voti   | %     | Seggi |
| Candidati                     | Candidati                 | Voti                 | %                | Voti    | %       | Liste                   | Voti   | %     | Seggi |
| ----------------------------- | ------------------------- | -------------------- | ---------------- | ------- | ------- | ----------------------- | ------ | ----- | ----- |
|                               | Mario Guarente ✔️ Sindaco | 16 248               | 50,31            | 18 004  | 44,73   | Lega                    | 5 330  | 13,65 | 5     |
| Potenza Civica                | Mario Guarente ✔️ Sindaco | 16 248               | 50,31            | 18 004  | 44,73   | 3 729                   | 9,55   | 4     |       |
| Fratelli d'Italia - PdF       | Mario Guarente ✔️ Sindaco | 16 248               | 50,31            | 18 004  | 44,73   | 3 726                   | 9,55   | 4     |       |
| Identità e Azione             | Mario Guarente ✔️ Sindaco | 16 248               | 50,31            | 18 004  | 44,73   | 2 854                   | 7,31   | 3     |       |
| Forza Italia                  | Mario Guarente ✔️ Sindaco | 16 248               | 50,31            | 18 004  | 44,73   | 2 714                   | 6,95   | 3     |       |
| Per la Città                  | Mario Guarente ✔️ Sindaco | 16 248               | 50,31            | 18 004  | 44,73   | 1 248                   | 3,20   | 1     |       |
|                               | Valerio Tramutoli         | 16 048               | 49,69            | 11 034  | 27,41   | La Basilicata Possibile | 5 387  | 13,80 | 3     |
| Potenza Città Giardino        | Valerio Tramutoli         | 16 048               | 49,69            | 11 034  | 27,41   | 2 494                   | 6,39   | 1     |       |
| Seggio di coalizione          | Seggio di coalizione      | Seggio di coalizione | 49,69            | 11 034  | 27,41   | 1                       |        |       |       |
|                               | Bianca Andretta           | Bianca Andretta      | Bianca Andretta  | 7 464   | 18,54   | Partito Democratico     | 2 587  | 6,63  | 2     |
| Insieme per Bianca            | Bianca Andretta           | Bianca Andretta      | Bianca Andretta  | 7 464   | 18,54   | 2 243                   | 5,75   | 1     |       |
| La Potenza dei Cittadini      | Bianca Andretta           | Bianca Andretta      | Bianca Andretta  | 7 464   | 18,54   | 2 236                   | 5,73   | 1     |       |
| +Europa - Progetto Popolare   | Bianca Andretta           | Bianca Andretta      | Bianca Andretta  | 7 464   | 18,54   | 1 295                   | 3,32   | 1     |       |
| Seggio di coalizione          | Seggio di coalizione      | Seggio di coalizione | Bianca Andretta  | 7 464   | 18,54   | 1                       |        |       |       |
|                               | Marco Falconeri           | Marco Falconeri      | Marco Falconeri  | 2 917   | 7,25    | Movimento 5 Stelle      | 2 532  | 6,49  | 1     |
|                               | Giuseppe Ferraro          | Giuseppe Ferraro     | Giuseppe Ferraro | 830     | 2,06    | Potenza nel Cuore       | 661    | 1,69  | –     |
| Totale                        | Totale                    | 32 296               | 100              | 40 249  | 100     |                         | 39 036 | 100   | 32    |
|                               |                           |                      |                  |         |         |                         |        |       |       |
| Fonte: Ministero dell'interno |                           |                      |                  |         |         |                         |        |       |       |

1. ↑  Include candidati di Possibile, SI, PRC e DiEM25.